# Chloropoea dolabella
Chloropoea dolabella är en fjärilsart som beskrevs av Hall 1919. Chloropoea dolabella ingår i släktet Chloropoea och familjen praktfjärilar. Inga underarter finns listade i Catalogue of Life.